# Кетлін Нун
Кетлін Нун (англ. Kathleen Noone, нар. 8 січня 1945, Гілсдейл, Нью-Джерсі, США) — американська актриса.

## Життя і кар'єра
Кетлін Нун народилася 1945 року в окрузі Берген (штат Нью-Джерсі) в родині професійного гравця в бейсбол. Вона закінчила коледж при університеті Західної Вірджинії, а в 1975 році дебютувала в денний мильній опері «Як обертається світ». Вона знімалася в шоу два роки, а після була запрошена в іншу мильну оперу — «Всі мої діти», де грала роль Еллен Шепард Далтон з 1977 по 1988 рік. У 1987 році вона виграла премію «Еммі» за свою роботу в шоу, а також номінувалася в 1980 році.
У 1990 році Кетлін Нун отримала роль Клаудії Саммер Вітакер у прайм-тайм серіалі «Тиха пристань». Вона знімалася в шоу протягом трьох сезонів, до його фіналу в 1993 році. Вона була помітна за ролями в таких серіалах як «Закон Лос-Анджелеса», «Фрейзер» і «Елен», а в 1997 році знову повернулася до роботи в мильних операх з роллю в серіалі «Любов і таємниці Сансет Біч», яка принесла їй ще одну номінацію на «Еммі». Після його закриття періодично з'являлася в таких серіалах як «Як сказав Джим», «Пристрасті», «Така різна Тара» і «Декстер».

## Фільмографія
- 1975—1977 — Як обертається світ / As the World Turns
- 1977—1988 — Всі мої діти / All My Children
- 1989 — Квантовий стрибок / Quantum Leap
- 1990—1993 — Тиха пристань / Knots Landing
- 1993 — Фрейзер / Frasier
- 1993—1994 — Закон Лос-Анджелеса / L.a. Law
- 1995 — Лігво змія / serpent's Lair
- 1996 — Громадянка Рут
- 1996 — Беверлі-Гіллз, 90210 / Beverly Hills, 90210
- 1997—1999 — Любов і таємниці Сансет Біч / Sunset Beach
- 1996—1998 — Еллен / Ellen
- 1995—1999 — Нас п'ятеро / Party of Five
- 2001—2005 — Як сказав Джим / According to Jim
- 2008 — Не займайте Зохана / You don't Mess with the Zohan
- 2002—2008 — Пристрасті / Passions
- 2010 — Така різна Тара / United States of Tara
- 2010 — Декстер / Dexter
- 2011 — Трохи за п'ятдесят / About Fifty